# 610 î.Hr.
Secole: Secolul al VIII-lea î.Hr. - Secolul al VII-lea î.Hr. - Secolul al VI-lea î.Hr.
Decenii: Anii 660 î.Hr. Anii 650 î.Hr. Anii 640 î.Hr. Anii 630 î.Hr. Anii 620 î.Hr. - Anii 610 î.Hr. - Anii 600 î.Hr. Anii 590 î.Hr. Anii 580 î.Hr. Anii 570 î.Hr. Anii 560 î.Hr.
Anii: 620 î.Hr. | 619 î.Hr. | 618 î.Hr. | 617 î.Hr. | 616 î.Hr. | 615 î.Hr. | 614 î.Hr. | 613 î.Hr. | 612 î.Hr. | 611 î.Hr. | 610 î.Hr.

## Nașteri
- Anaximandru, filosof grec. (m. 546 î.Hr.)